# 布奇巴科阿市

布奇巴科阿市（西班牙語：Municipio Buchivacoa），是委內瑞拉的一個市，位於該國西北部法爾孔州，首府設於卡帕塔里達，面積2,657平方公里，2007年人口25,000，人口密度為每平方公里7.63人。
10°09′26″N 68°53′50″W / 10.1572°N 68.8973°W